# Graziosa Glech
Graziosa Glech (1860 ca. – Firenze, 1910) è stata un'attrice teatrale italiana.

## Biografia
Nacque verso il 1860 e, già nel 1869, esordì sul palcoscenico a Modena in ruoli infantili, accanto alla sua insegnante Adelaide Ristori e al padre Giacomo.
Fu «amorosa» e prim'attrice giovane nelle compagnie di Giuseppe Pietriboni, Luigi Bellotti Bon, Giovanni Emanuel, Pietro Ferrari (la Compagnia nazionale) e Cesare Rossi. Ebbe particolare successo nelle commedie di Carlo Goldoni. Interpretò anche ruoli drammatici sotto l'egida di Emanuel, p.e. in La Sfinge di Octave Feuillet  e Giacinta di Luigi Capuana. Nel 1891 sposò il banchiere Rosellini e si ritirò dalle scene, fatta eccezione per uno spettacolo di beneficenza nel 1898, Le Pater di François Coppée, al teatro Carignano di Torino.